# Antepione ligata
Antepione ligata är en fjärilsart som beskrevs av Grossbeck 1908. Antepione ligata ingår i släktet Antepione och familjen mätare. Inga underarter finns listade i Catalogue of Life.

## Bildgalleri

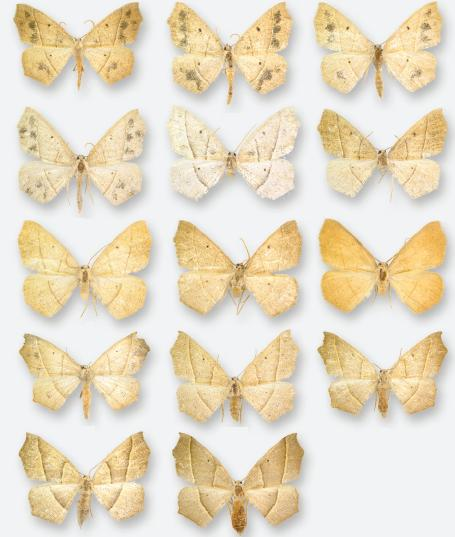
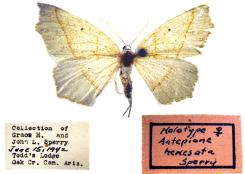
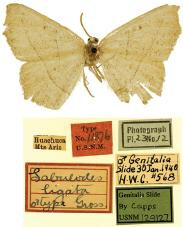